# Joachim Süß
Joachim Süß (* 22. Dezember 1932 in Crottendorf) ist ein deutscher Zither-Solist sowie Mundartsprecher und -sänger.

## Leben und Wirken
Der in Crottendorf lebende Süß ist einer der bekanntesten Zitherspieler im Erzgebirge. Ab einem Alter von zehn Jahren erhielt er Zitherunterricht bei Philipp Hänel. Im Alter von 14 Jahren gründete er seine erste Singgruppe, eine Instrumentalgruppe folgte zwei Jahre und schließlich 1949 das Crottendorfer Heimatterzett, das sich der Pflege erzgebirgischen Liedguts verschrieben hatte.
Seit 1954 ist er Berufsmusiker. Gemeinsam mit dem Bandoneon-Solisten Hans Friedl, den Geschwistern Caldarelli und den Geschwistern Münzberger ging er zunächst auf Tournee durch die DDR. 1965/66 war er zwei Jahre lang Zithersolist der Instrumentalgruppe Herbert Roth. Während dieser Zeit produzierte Herbert Roth mit seinem Ensemble einige von Joachim Süß geschriebene Titel für den Rundfunk.
1972 gründete er sein eigenes Ensemble Joachim Süß und sein Ensemble, mit dem er seitdem zahlreiche Auftritte absolvierte und mehrere Alben überwiegend in erzgebirgischer Mundart produzierte. Mit seinem Ensemble und seiner Enkeltochter Therese Fiedler war er regelmäßig in volkstümlichen Fernsehsendungen wie So klingt’s bei uns im Arzgebirg oder der Wernesgrüner Musikantenschenke zu sehen und zu hören.
Süß spielte 364 Titel mit diversen Ensembles und als Solist im Studio ein, wirkte an 115 Fernsehsendungen mit und komponierte 61 Lieder (Stand Dezember 2022).
Er ist verheiratet und hat zwei Kinder.

## Diskografie (Auszug)
CDs:
- 1997: Weihnachten is nimmer weit
- 2000: Mein Weihnachtstraum
- 2008: Weihnachtsgrüße aus dem Erzgebirge
- 2008: Mit Gesang und Zitherklang zur Weihnachtszeit
- 2010: Bei frohem Zitherklang

## Auszeichnungen
- Medaille für Verdienste im künstlerischen Volksschaffen der Deutschen Demokratischen Republik, 1988